# Provincia de Naitasiri
Naistarisi es una de las cuatro provincias de la división Central del archipiélago de Fiyi.

## Ubicación
Se encuentra en la zona centro-oriental de la isla Viti Levu. Limita al occidente con la provincia de Tailevu, al sur con la de Rewa y el mar de Koro; al suroriente con la provincia de Namosi, al oriente y norte con las tres provincias de la división Norte, que son Nadroga-Navosa, Ba y la septentrional Ra.

## Distritos
- Naitasiri
- Lomaivuna
- Waimaro
- Wainimala

## Demografía
| Gráfica de evolución de Provincia de Naitasiri entre 1996 y 2017 |
|                                                                  |